# Carbonara al Ticino
Carbonara al Ticino (lombardul: Carbunèra) település Olaszországban, Lombardia régióban, Pavia megyében. Lakosainak száma 1424 fő (2023. január 1.). Carbonara al Ticino Cava Manara, Pavia, San Martino Siccomario, Torre d’Isola, Villanova d’Ardenghi, Zerbolò és Zinasco községekkel határos.

## Lakosság
A település lakossága az elmúlt években az alábbi módon változott:
| Lakosok száma | 1507 | 1476 | 1424 |
|               | 2017 | 2018 | 2023 |